# Estany de la Balmeta
L’Estany de la Balmeta, ou étang de la Balmette[réf. souhaitée], est un lac français des Pyrénées situé dans le département des Pyrénées-Orientales, à l'ouest des Angles.

## Voies d'accès
- Longueur  environ 3,5 km depuis Vallserra
- Durée  1h30 à rythme posé
- Difficulté  moyenne
- Dénivelé 285 m

- On accède dans un premier temps par la route forestière des Angles à l'étang de Vallserra où l'on trouvera une aire d'accueil agréable entourée de verdure traversée par un cours d'eau.
- L'accès au lac de la balmetta se fait ensuite à pied il faut compter environ une heure et demie pour atteindre le lac. Au départ deux chemins possibles :
- Pour le premier chemin, le départ se fait par un petit chemin pentu en bas du lac de Valserra qui part à l'opposé de ce dernier il rejoint ensuite un sentier forestier qui monte tranquillement jusqu'à l'étang.
- Le deuxième chemin est plus difficile, le départ se fait en longeant le ruisseau qui est présent à l'aire de repos. Le chemin traverse ensuite un marécage (passage sur des rondins de bois) puis arrive sur un mur rocheux. Après cela le chemin rejoint le sentier forestier et les deux itinéraires se rejoignent.
- Les 500 derniers mètres avant le sommet sont assez pentus.

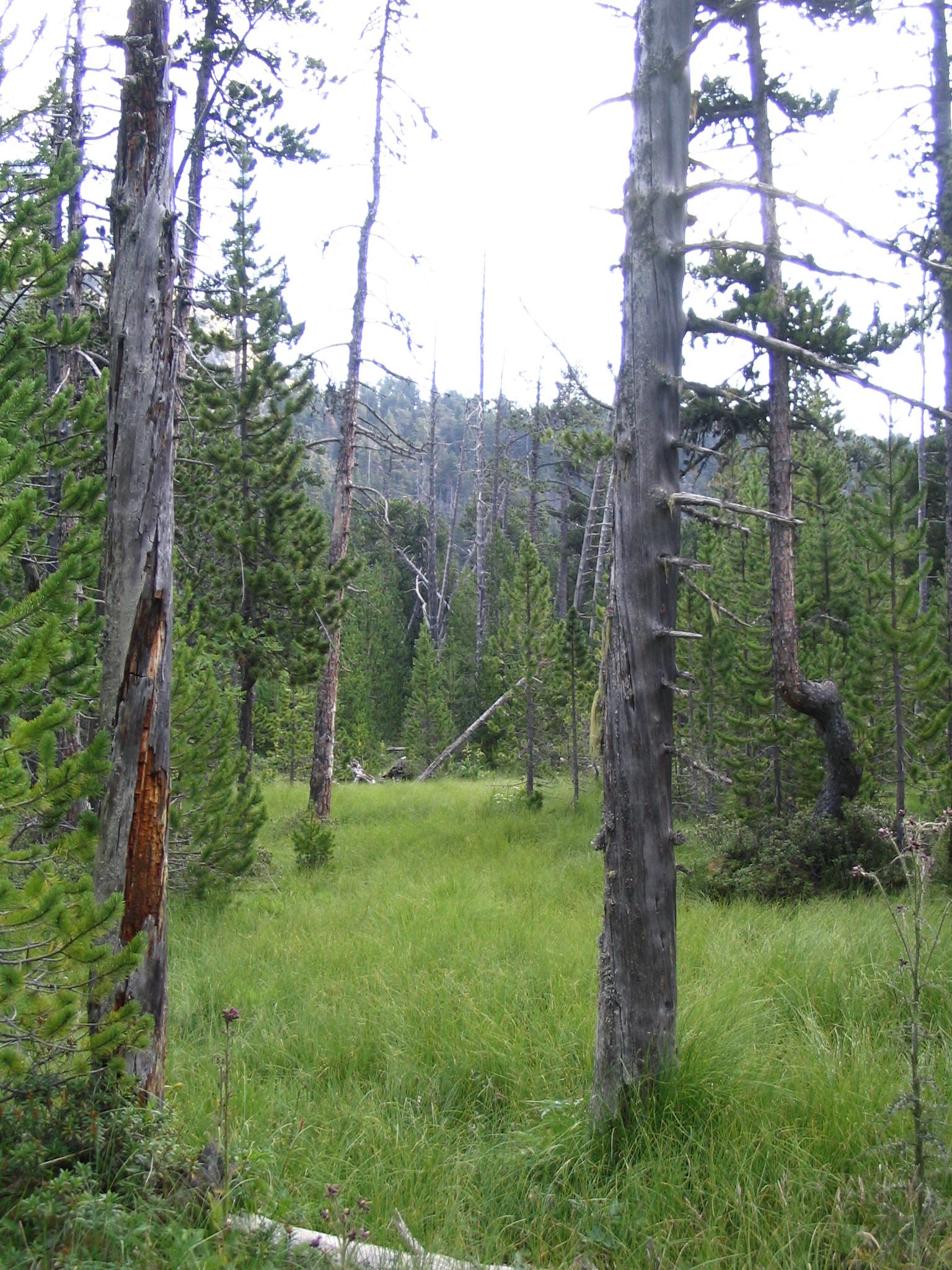
Marécage sur le sentier difficile
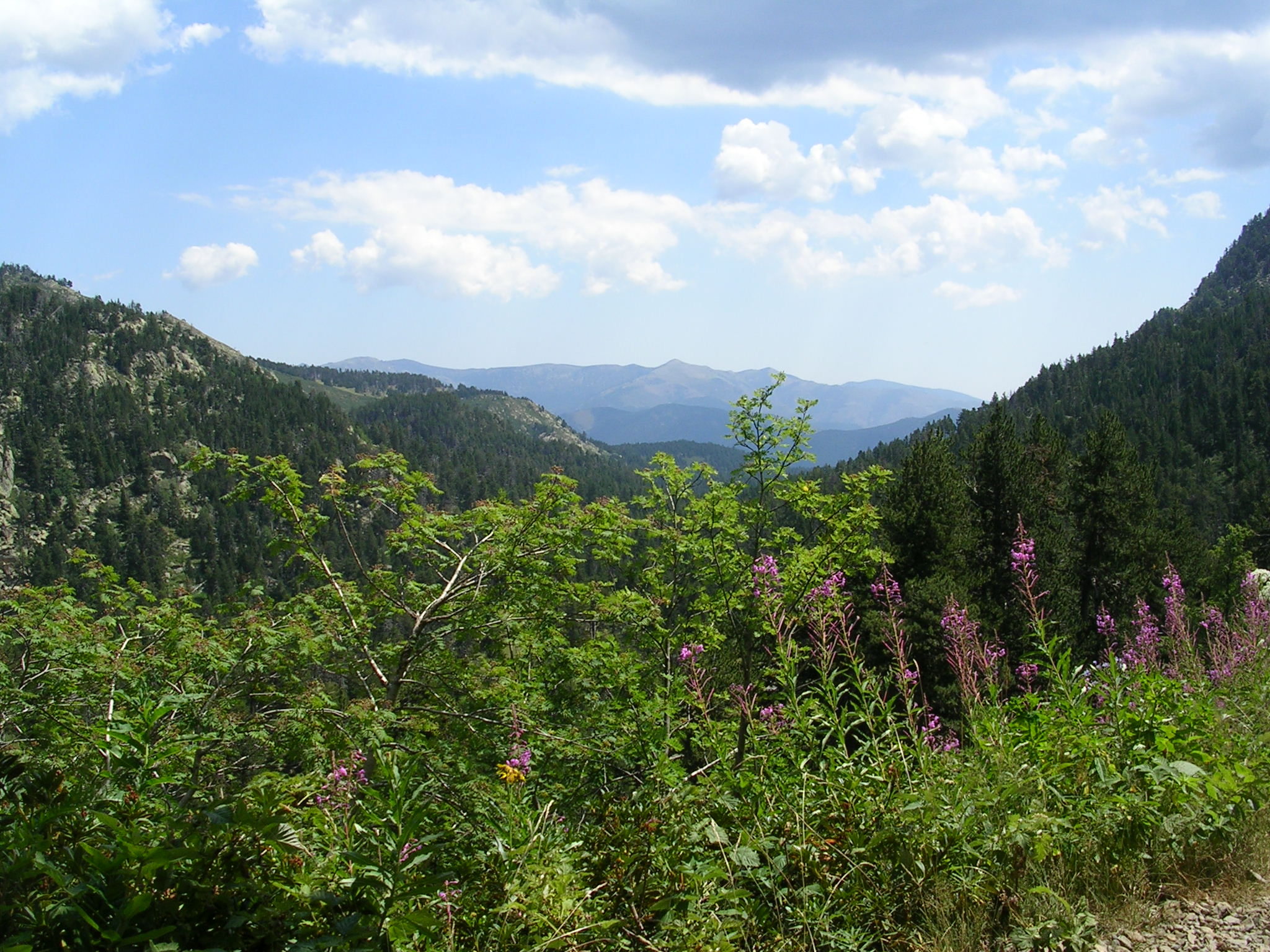
Vue la Vallée
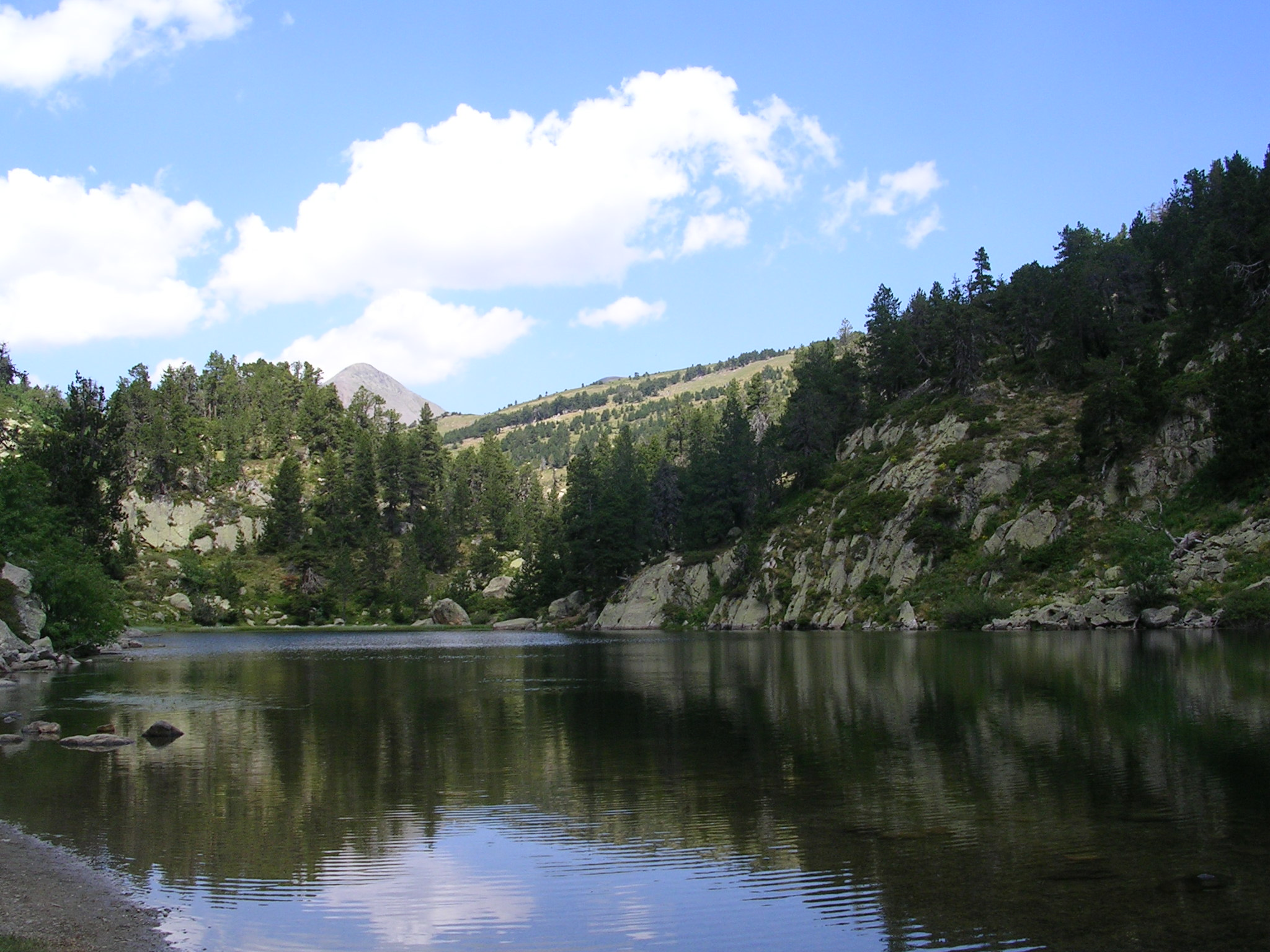
L'étang de la Balmette